# 起行站
起行站（日语：／ Kigyō eki */?）是位於福岡縣田川市大字奈良，日本國有鐵道（國鐵）後藤寺線的貨運車站（廢站）。

## 歷史
- 1897年（明治30年）10月20日：豐州鐵道（日语：豊州鉄道）貨運車站啟用[1]。
- 1901年（明治34年）9月3日：豐州鐵道被九州鐵道（第一代）收購合併，成為九州鐵道車站[2]。
- 1907年（明治40年）7月1日：九州鐵道被國有化（日语：鉄道国有法），成為帝國鐵道廳車站[3]。
- 1922年（大正11年）2月5日：九州產業鐵道（後來為產業水泥鐵道（日语：産業セメント鉄道））此站至船尾站之間開業，此站成為國鐵田川線和九州產業鐵道的轉乘站[1]。
- 1943年（昭和18年）7月1日：產業水泥鐵道被國有化，成為後藤寺線中途車站，同時結束客運業務，變回貨運車站[1]。
- 1982年（昭和57年）11月15日：車站被廢除[1]。

## 相鄰車站
日本國有鐵道
後藤寺線
船尾－（貨）起行－田川後藤寺

## 注腳
1. 1 2 3 4 5 6 7 8  弓削信夫. . 葦書房. 1993-10-15: 176–177. ISBN 4751205293 （日语）.
2. ↑  鉄輪、p.57。
3. ↑  鉄輪、p.65。

## 相關項目
- 日本鐵路車站列表 Ki